# Jobsiade
Jobsiade est une œuvre littéraire de l'allemand Carl Arnold Kortum.

## Composition

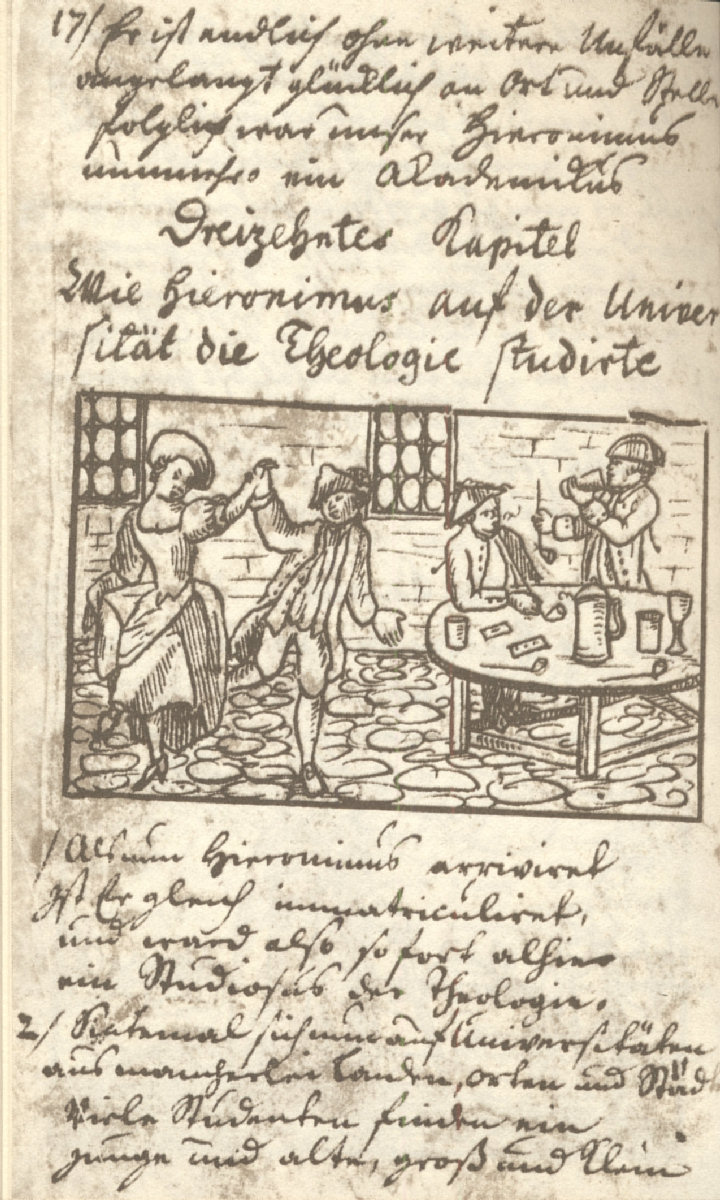
Page du manuscrit

Kortum écrit cette satire contemporaine en vers de mirliton entre 1783 et 1784. Le titre complet de la première édition en 1784 est : Leben, Meynungen und Thaten von Hieronymus Jobs dem Kandidaten, und wie er sich weiland viel Ruhm erwarb auch endlich als Nachtwächter zu Sulzburg starb  (Vie, opinions et faits du candidat Hieronymus Jobs, et comment il s'est donné une grande gloire soudaine et finalement mourut veilleur de nuit à Sulzburg).
En 1799, une version revue et augmentée est publiée en deux parties sous le titre général La Jobsiade sous la forme d'un poème épique comique en trois parties.
Le nom de Kortum n'est connu qu'à la septième édition en 1854.

## Adaptations

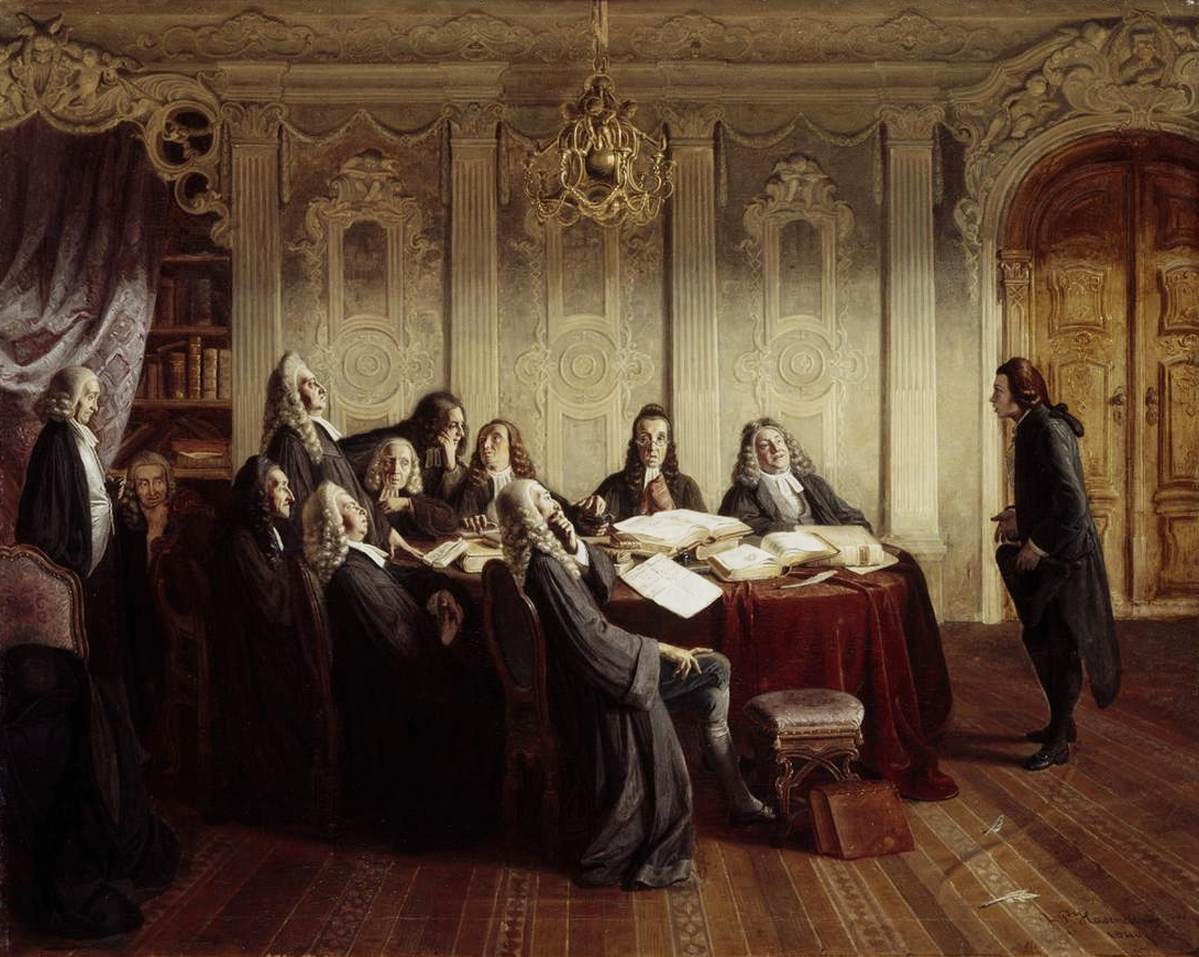
Johann Peter Hasenclever, L'examen de Jobs, 1840

Le livre inspire à Wilhelm Busch et Johann Peter Hasenclever des illustrations et des tableaux reprenant les scènes du livre.
En 1957, Wolfgang Jacobi (de) fait une adaptation théâtrale pour les enfants.
Joseph Haas signe un opéra-comique d'après le texte de Ludwig Strecker Die Hochzeit des Jobs où Hieronimus Jobs est plus un théologien qu'un juriste.
La Jobsiade fait l'objet de nombreuses traductions.

## Éditions deJobsiade
- Leben, Meynungen und Thaten / Von Hieronimus Jobs, dem Candidaten, / Und wie Er sich weiland viel Ruhm erwarb, / Auch endlich als Nachtswächter in Sulzburg starb. 1784 (Première édition de la première partie de la "Jobsiade"). Édition numérique en allemand
- Die Jobsiade. Ein grotesk-komisches Heldengedicht in 3 Theilen. 1799 (La Jobsiade. Un poème épique grotesque et comique en 3 parties, première édition complète de la "Jobsiade"). Édition numérique en allemand de 1857.

## Source, notes et références
- (de) Cet article est partiellement ou en totalité issu de l’article de Wikipédia en allemand intitulé « Jobsiade » (voir la liste des auteurs).